# Richard Norris Williams
Richard "Dick" Norris Williams II (Genebra, 29 de janeiro de 1891 - Bryn Mawr, 2 de junho de 1968) foi um jogador de tênis estadunidense que se destacou principalmente na década de 1910. É também lembrado por ser um dos sobreviventes da tragédia do naufrágio do RMS Titanic, ocorrido em 1912.
Na Copa Davis, exerceu a função de jogador e capitão, às vezes duplamente. Sempre foi chamado de Richard Norris Williams dentro das quadras. Já como comandante, passou a usar Norris Williams exclusivamente nessa função, a partir de 1924.
Em 1957, Williams foi introduzido ao Hall da Fama do tênis.

## Biografia
Nascido em Genebra, onde desenvolveu seu jogo, Williams é lembrado por uma tragédia. Em 15 de abril de 1912, viajava com seu pai, Charles Duane Williams, na primeira classe do RMS Titanic, quando este se chocou contra um iceberg. Pouco depois do impacto, Williams liberou a um passageiro barrado rompendo uma porta, pelo que foi repreendido por um comissário que o ameaçou com multa por ter destruído uma propriedade da White Star Line. Esse episódio inspirou uma das cenas do filme "Titanic" de James Cameron. Williams permaneceu no barco quase até o final do naufrágio, quando nadou até um bote salva-vidas. Ali permaneceu afundado até os joelhos em águas geladas durante 6 horas até ser resgatado pelo RMS Carpathia. A tragédia deixou suas pernas tão severamente danificadas que o médico recomendou amputá-las, mas Williams se recusou a deixar e quatro meses depois, estava jogando o US Championships.
Serviu ao Exército dos Estados Unidos (US Army) durante a Primeira Guerra Mundial, na França, quando após os combates recebeu as medalhas Croix de Guerre e a Legião de Honra.
Após aposentar-se da carreira de tenista, dedicou-se ao mercado financeiro na Pensilvânia e foi presidente da Sociedade Histórica da Pensilvânia.
Foi só após a publicação de "A Night to Remember", um livro de 1955 sobre a catástrofe do Titanic, que Williams tornou-se familiarizado com o seu autor Walter Lord. Em 1962, Williams encontrou-se com Lord e fez um relato detalhado do naufrágio. Embora tenha sido relatado que o pai, entre outros, foi esmagado pela chaminé caindo para a frente, e que ele escapou por pouco que o destino, Williams não menciona isso em sua conversa com Lord.

## Carreira
Estudando na Universidade de Harvard, consagrou-se campeão universitário em 1913 e 1915. Ainda em 1913, Williams foi convocado para a equipe norte-americana do Desafio Internacional de Tênis, perdendo um dos jogos disputados. Na final, venceram ao Reino Unido e Williams venceu Charles Dixon e, com a série já definida, perdeu para James Parke. Nesse mesmo ano, chegou à final do US Championships, onde perdeu para Maurice McLoughlin em 4 sets.
Em 1914, conquistou seu primeiro título no US Championships, vencendo em uma emocionante final a McLoughlin por 6-3 8-6 10-8, onde Williams contou com um maravilhoso controle de bola. Reconquistou o título em 1916, vencendo na final a Bill Johnston.
Williams capitaneou o time norte-americano no Desafio Internacional de Tênis entre 1921 e 1926, conquistando o título enquanto esteve na função. Não só foi o capitão, mas também participou como jogador de duplas nas finais de 1923, 1925 e 1926, ganhando suas três partidas, uma junto a Bill Tilden e as outras duas com Vincent Richards. Em duplas, foi finalista do US Championships em cinco ocasiões, entre 1921 e 1927, conquistando dois títulos. Também foi finalista de duplas em Wimbledon em 1920.
Conquistou a medalha de ouro em duplas mistas nos Jogos Olímpicos de Paris de 1924. Nesta competição, quase tombou: "Eu tinha o tornozelo torcido e sugeri à minha companheira, Hazel Wightman, abandonar o jogo. Ela me disse para ficar na rede, que ela correria por mim". Funcionou (6-2 6-3 sobre Marion Jessup-Vincent Richards), mesmo ele tendo 34 anos e ela 37. Norris Williams continuou jogando o US Championships até 1935, quando com 44 anos, superou apenas a primeira rodada. Mantem-se como o quinto jogador com mais triunfos no torneio, junto com John McEnroe.
Foi incluso no International Tennis Hall of Fame em 1957.

## Grand Slam finais

### Simples: 3 (2 títulos, 1 vice)
| Resultado | Ano  | Campeonato                  | Piso  | Oponente           | Placar                  |  |
| --------- | ---- | --------------------------- | ----- | ------------------ | ----------------------- |  |
| Vice      | 1913 | U.S. National Championships | Grama | Maurice McLoughlin | 4–6, 7–5, 3–6, 1–6      |  |
| Campeão   | 1914 | U.S. National Championships | Grama | Maurice McLoughlin | 6–3, 8–6, 10–8          |  |
| Campeão   | 1916 | U.S. National Championships | Grama | Bill Johnston      | 4–6, 6–4, 0–6, 6–2, 6–4 |  |

### Duplas: 7 (3 títulos, 4 vices)
| Resultado | Ano  | Campeonato                  | Piso  | Parceiro         | Oponentes                      | Placar                   |  |
| --------- | ---- | --------------------------- | ----- | ---------------- | ------------------------------ | ------------------------ |  |
| Campeão   | 1920 | Wimbledon                   | Grama | Chuck Garland    | Algernon Kingscote James Parke | 4–6, 6–4, 7–5, 6–2       |  |
| Vice      | 1921 | U.S. National Championships | Grama | Watson Washburn  | Vincent Richards Bill Tilden   | 11–13, 10–12, 1–6        |  |
| Vice      | 1923 | U.S. National Championships | Grama | Watson Washburn  | Brian Norton Bill Tilden       | 6–3, 2–6, 3–6, 7–5, 2–6  |  |
| Vice      | 1924 | Wimbledon                   | Grama | Watson Washburn  | Frank Hunter Vincent Richards  | 3–6, 6–3, 10–8, 6–8, 3–6 |  |
| Campeão   | 1925 | U.S. National Championships | Grama | Vincent Richards | Gerald Patterson John Hawkes   | 6–2, 8–10, 6–4, 11–9     |  |
| Campeão   | 1926 | U.S. National Championships | Grama | Vincent Richards | Bill Tilden Alfred Chapin      | 6–4, 6–8, 11–9, 6–3      |  |
| Vice      | 1927 | U.S. National Championships | Grama | Bill Johnston    | Frank Hunter Bill Tilden       | 8–10, 3–6, 3–6           |  |

### Duplas Mistas: 1 título
| Resultado | Ano  | Campeonato                  | Piso  | Parceiro    | Oponentes                    | Placar         |  |
| --------- | ---- | --------------------------- | ----- | ----------- | ---------------------------- | -------------- |  |
| Campeão   | 1912 | U.S. National Championships | Grama | Mary Browne | Eleonora Sears Bill Clothier | 6–4, 2–6, 11–9 |  |